# Table de radotage
Une table de radotage est une instrumentation de la langue de bois. Elle est faite en suivant une logique de composition des phrases, avec au minimum un groupe sujet (de type substantif), un groupe verbe et un groupe complément.

## Utilisation
Une table de radotage permet de construire des phrases grammaticalement cohérentes. Les phrases ainsi construites présentent un caractère de fluidité, sans pour autant avoir un sens très certain. Un discours peut être élaboré à partir de ce genre d'outil.
Roland Moreno en a programmé. Mais les premiers essais automatisés semblent avoir été effectués par Claude Shannon et sont expliqués en détail dans le livre de Leon Brillouin Science et théorie de l'information. Le concepteur Walter Lewino a également utilisé l'idée de Shannon (en enchaînement de lettres et non plus de mots), pour créer des jeux qui furent proposés sur Minitel sur le site du Nouvel Observateur.
Une table de radotage peut être facilement programmée en Perl ou Python pour établir les transitions d'un mot à un autre dans un très grand texte, en créant le graphe des transitions. Il suffit ensuite de cheminer dans le graphe en respectant les mêmes probabilités de transition pour obtenir un texte d'apparence construite, et reprenant d'ailleurs çà et là quelques tournures propres à l'auteur, mais totalement dénué de sens, ce qui crée un effet comique certain en particulier sur des textes marqués politiquement dans un sens ou dans l'autre.

## Exemples
Dans un style particulier, l'œuvre des cent mille milliards de poèmes, poésie combinatoire de Raymond Queneau, publiée en 1961, en est une illustration.